# Prexaspes lateralis
Prexaspes lateralis är en insektsart som först beskrevs av Fabricius 1775.  Prexaspes lateralis ingår i släktet Prexaspes och familjen Pseudophasmatidae. Inga underarter finns listade i Catalogue of Life.